# Ludwig Radlkofer
Ludwig Adolph Timotheus Radlkofer, född den 12 december 1829 i München, död den 16 februari 1927, var en tysk botanist.
Radlkofer, som var medicine och filosofie doktor, blev professor i botanik vid universitetet i München och föreståndare för botaniska museet där 1864, var sin tids främste kännare av den tropiska växtfamiljen Sapindaceæ, vars släkten han monograferade i en mängd avhandlingar jämte bearbetningar i "Flora brasiliensis" och i Adolf Engler och Carl Prantl, "Die natürlichen Pflanzenfamilien". Auktorsnamnet Radlk. kan användas för Ludwig Radlkofer i samband med ett vetenskapligt namn inom botaniken; se Wikipediaartiklar som länkar till auktorsnamnet.